# Моноцитна ерлихиоза
Моноцитна ерлихиоза (на латински: Ehrlichia canis, нарича се още Моноцитна ерлихиоза по кучето (МЕК)) е кърлежо-преносимо заболяване, зооноза. Причинител е рикетсията Ehrlichia canis.

## История на заболяването
Ерлихиозата при кучетата е установена за първи път в Алжир през 1935 г. През 1945 г. Пол Ерлих установява, че причинителят на заболяването е неизвестен до момента и с различна структура. В негова чест те биват наречени ерлихии. По време на войната във Виетнам в резултат на това заболяване американската армия губи около 300 военни кучета. Едва след 1987 г. на това заболяване започва да се отделя по-голямо внимание, когато са открити и видове ерлихии, причинители на заболяване и при хората. В България това заболяване е открито за първи път през 2003 г. от доц. д-р Илия Цачев.

## Честота и разпространение
Заболяването е разпространено по целия свят като засегнатите кучета са в различна степен на серопревалентност. Най-голяма е в страните от Близкия изток – Турция – 74%, Израел – 63% и Иран – 38 – 67%, по-малка в Тайван – 9% и Бразилия – 23%. В България тя варира в рамките на 30% за южна и 38% за северна.

## Етиология
Причинител на заболяването е Ehrlichia canis. Това е грам негативна, облигатна, интрацелуларна бактерия. Големината и варира в рамките на 0,5 – 1,5 µm. Паразитират в клетъчната плазма на моноцитите под формата на морула. Познати са три щама на причинителя както следва:
- Florida
- Oklahoma
- Israeli

## Епизоотология
Източник на заболяването са кучета с изявени клинични признаци или такива боледуващи в скрита форма. Заразяването става посредством кърлежи. Основният вектор на Ehrlichia canis е кафявият кучешки кърлеж Rhipicephalus sanguineus. Не се наблюдава трансовариално заразяване на новоизлюпени кърлежи. Заразените кърлежи могат да бъдат резервоар на рикетсията в рамките на 155 дни.

## Възприемчивост
Боледуват предимно кучета, но с Ehrlichia canis могат да бъдат заразени и котки и хора. Наблюдава се и породна чувствителност. Най-често боледуват кучета от породата немска овчарка. При изследване (Rikihisa, 1991) е установено, че от 100 бр. боледуващи кучета 28 от тях са немски овчарки. От 17-те смъртни случая десет са от тази порода.

## Патогенеза
След инокулация на причинителите в кръвта проникват моноцитите, разноможават се, след което се локализират в мононуклеарните фагоцитиращи клетки на далака, черния дроб и лимфните възли. След това се разпространяват в ендотелните клетки и на други органи и системи, в резултат на което се развива васкулит.

## Клинични признаци
Инкубационният период е в рамките на 1 до 3 седмици от ухапването. Различават се остра и хронична форма на заболяването.
- Остра форма

Първоначално се демонстрира със загуба на апетит и тегло, депресия и летаргия. Телесната температура е повишена. Появяват се кръвоизливи по кожата и лигавиците. Кучетата повръщат, появява се гнойно-катарален ринит, често се наблюдава и куцота. Ако заболяването не се лекува може да премине в субклинична форма, а по-късно да придобие хроничен характер.
- Хронична форма

Признаците при тази форма са от общ характер и се демонстрират със слабост и изтощаване на кучето, депресия, бледи лигавици. Наблюдават се отоци в областта на задните крайници и скротума. Отново се наблюдават кръвоизливи по кожа и лигавици. Хроничната форма е свързана и с промени в репродуктивните качества на животните – удължава се естралния цикъл, наблюдават се аборти или ембрионална смъртност.
И при двете форми се наблюдават нервни признаци в резултат на възникналия менингоенцефалит. Те се проявяват с извиване на гърба, парези и парализи, болки в областта на шията и гърба. При около 30% от случаите се увреждат и очите. Това може да доведе до ослепяване на животните.

## Диагноза
Диагнозата се основава на данните от анамнезата, клиничните признаци и епизоотологичните особености. Лабораторната диагностика се извършва, чрез методите индиректна флуоресценция на кръвен серум и ЕЛАЙЗА. Използват се и бързи тестове за моментна диагностика.